# Laguna Pangue
Laguna Pangue är en sjö i Chile.   Den ligger i regionen Región del Biobío, i den södra delen av landet, 500 km sydväst om huvudstaden Santiago de Chile. Laguna Pangue ligger 44 meter över havet. Arean är 0,16 kvadratkilometer. Den ligger vid sjön Laguna Llancao. Den sträcker sig 0,6 kilometer i nord-sydlig riktning, och 0,6 kilometer i öst-västlig riktning.
I omgivningarna runt Laguna Pangue växer huvudsakligen savannskog. Runt Laguna Pangue är det ganska glesbefolkat, med 50 invånare per kvadratkilometer.